# Харківський ретро-паровоз
Харківський ретро-паровоз — екскурсійний склад ретро-поїзда № 896/895 на паровозній тязі, який здійснював перевезення пасажирів маршрутом Харків — Люботин.

## Історія
9 травня 2014 року ретро-поїзд вперше вирушив у рейс. Курсував за маршрутом Харків — Основа. Поїзд був під паровозною тягою Ер 1954 року побудови і складався з двох вагонів моделі 61-779, які раніше були у складі поїзда «Микола Конарєв».
У 2015 році, до Дня Перемоги, було призначено екскурсійний ретро-поїзд до станції Основа для ветеранів Другої світової війни.
У січні 2016 року поїзд курсував на новорічні свята. Ретро-поїзд був безкоштовним за спеціальними запрошеннями.
На новорічні свята 2018/2019 року поїзд курсував до станції Люботин. У складі було три плацкартних вагони Тверського вагонобудівного заводу.

## Склад поїзда
На маршруті курсували склади формування вагонного депо станції Харків.
Поїзд складався з трьох плацкартних фірмових пасажирських вагонів різного класу комфортності. Також іноді у складі поїзда курсував вагон часів Другої світової війни.